# Doug Hart
Douglas Wayne Hart (Fort Worth, 6 giugno 1939 – Minneapolis, 1º gennaio 2020) è stato un giocatore di football americano statunitense che ha giocato nel ruolo di cornerback per tutta la carriera con i Green Bay Packers della National Football League (NFL). Al college ha giocato a football alla University of Texas at Arlington.

## Carriera
Hard disputò tutta la carriera professionistica con i Green Bay Packers con cui in otto anni non saltò una sola gara. A Green Bay vinse il campionato NFL nel 1965 e i primi due Super Bowl della storia nel 1967 e 1968. Nel corso di 112 partite mise a segno 15 intercetti, tre dei quali ritornati in touchdown.
Il leggendario allenatore dei Packers Vince Lombardi firmò Hart per giocare con Green Bay dopo che questi era stato svincolato dai Cardinals ed era andato a lavorare per la Bell Helicopter per due giorni. Dopo avere giocato per i Packers in una partita amichevole a Dallas, la squadra lo portò Green Bay, dove gli fece firmare un contratto: "Lombardi disse che sarei stato nella squadra delle riserve nella mia stagione da rookie per 500 dollari la settimana. Erano più soldi di quanti ne avessi mai visti in vita mia."
Nel 1969, Hart ritornò un intercetto per 85 yard contro i Minnesota Vikings al Milwaukee County Stadium; fu il più lungo ritorno nella NFL in quella stagione. Al 2020, i suoi 5 touchdown difensivi sono il quarto risultato della storia dei Packers. Si ritirò durante il training camp nell'agosto 1972 all'età di 33 anni.

## Palmarès
- Campionati NFL : 1

Green Bay Packers: 1965
- Super Bowl : 2

Green Bay Packers: II, II